# Colleen Moore
Colleen Moore (19 de agosto de 1899 - 25 de enero de 1988) fue una actriz cinematográfica estadounidense, una de las estrellas más elegantes de la era del cine mudo. 

## Primeros años
Su verdadero nombre era Kathleen Morrison, y nació en 1899, aunque algunas fuentes afirman que fue en 1902. Nacida en Port Huron, Míchigan, era la hija mayor de Charles R. Morrison y Agnes Morrison. En los primeros años de su vida, la familia permaneció en Port Huron, en un principio viviendo con la abuela de Moore, Mary Kelly, y con uno o varios tíos de Moore.
En 1905 la familia se mudó a Hillsdale, Míchigan, donde permaneció más de dos años. En 1908 volvieron a mudarse, esta vez a Atlanta, Georgia. Después pasaron un tiempo breve en Warren, Pennsylvania, y en 1911 se asentaron en Tampa, Florida.
La familia veraneaba en Chicago, donde Moore disfrutaba del béisbol y de la compañía de su tía Lib y de su tío Walter Howey. Howey era un importante editor de prensa dentro del imperio editorial de William Randolph Hearst. En esa época, Chicago era el centro de la industria cinematográfica estadounidense, y los Essanay Studios estaban a poca distancia de la residencia de los Howey. Su tía Lib intercedió por ella, consiguiendo que su marido convenciera a D.W. Griffith para contratar a Moore a fin de trabajar en el estudio de Triangle Pictures Corporation en Hollywood.

## Carrera
Moore debutó en el cine en 1917 en el film The Bad Boy, de Triangle Fine Arts, y en los siguientes años hizo pequeños papeles de reparto, ganándose de manera gradual la atención del público. The Bad Boy se estrenó el 18 de febrero, y en ella actuaban Robert Harron, Richard Henry Cummings, Josephine Crowell, y Mildred Harris (que más adelante sería la primera mujer de Charles Chaplin). Dos meses más tarde rodó An Old Fashioned Young Man, de nuevo con Robert Harron. Su tercer film y primer western fue Hands Up!. La escribió Wilfred Lucas a partir de una historia de Al Jennings. Monte Blue formaba parte del reparto y, advirtiendo que Moore no sabía montar a caballo, lo cual requería hacer el guion, dio una rápida lección a la actriz.
A los seis meses de contrato se le sumaron otros seis más, momento en el que solicitó cinco semanas libres para rodar una película para Universal Bluebird, estrenada bajo el nombre de The Savage, y que fue su cuarto título. 
Poco después, Triangle Company quebró, motivo por el cual Moore hubo de buscar trabajo. Colin Campbell consiguió que la actriz fuera contratada por Selig Polyscope Company. Antes del estreno de The Savage en noviembre, estaba rodando A Hoosier Romance. Tras este último film rodó Little Orphant Annie [sic]. Ambos títulos se basaban en poemas de James Whitcomb Riley, tuvieron un buen éxito, y fueron su primer contacto con la fama.
Little Orphant Annie se estrenó en diciembre. A pesar de las buenas críticas, su suerte cambió cuando Selig Polyscope quebró. Una vez más se encontró sin trabajo, pero en 1919 su nombre empezaba a destacar. Así, hizo una serie de películas como el western rodado en Flagstaff, Arizona, The Wilderness Trail, con Tom Mix. The Wilderness Trail fue una producción de Fox Film Corporation, y su estreno tuvo lugar con posterioridad al de The Busher, aunque había sido filmada antes. The Busher fue una producción de H. Ince Productions-Famous Players Lasky-American. Se trataba de un film sobre béisbol, en el cual el héroe estaba encarnado por John Gilbert. Unas semanas después del estreno de The Wilderness Trail, el 28 de julio, se estrenó The Man in the Moonlight, una película de Universal Studios. The Egg Crate Wallop, de Famous Players-Lasky Corp., y distribuida por Paramount Pictures, se estrenó el 28 de septiembre. 

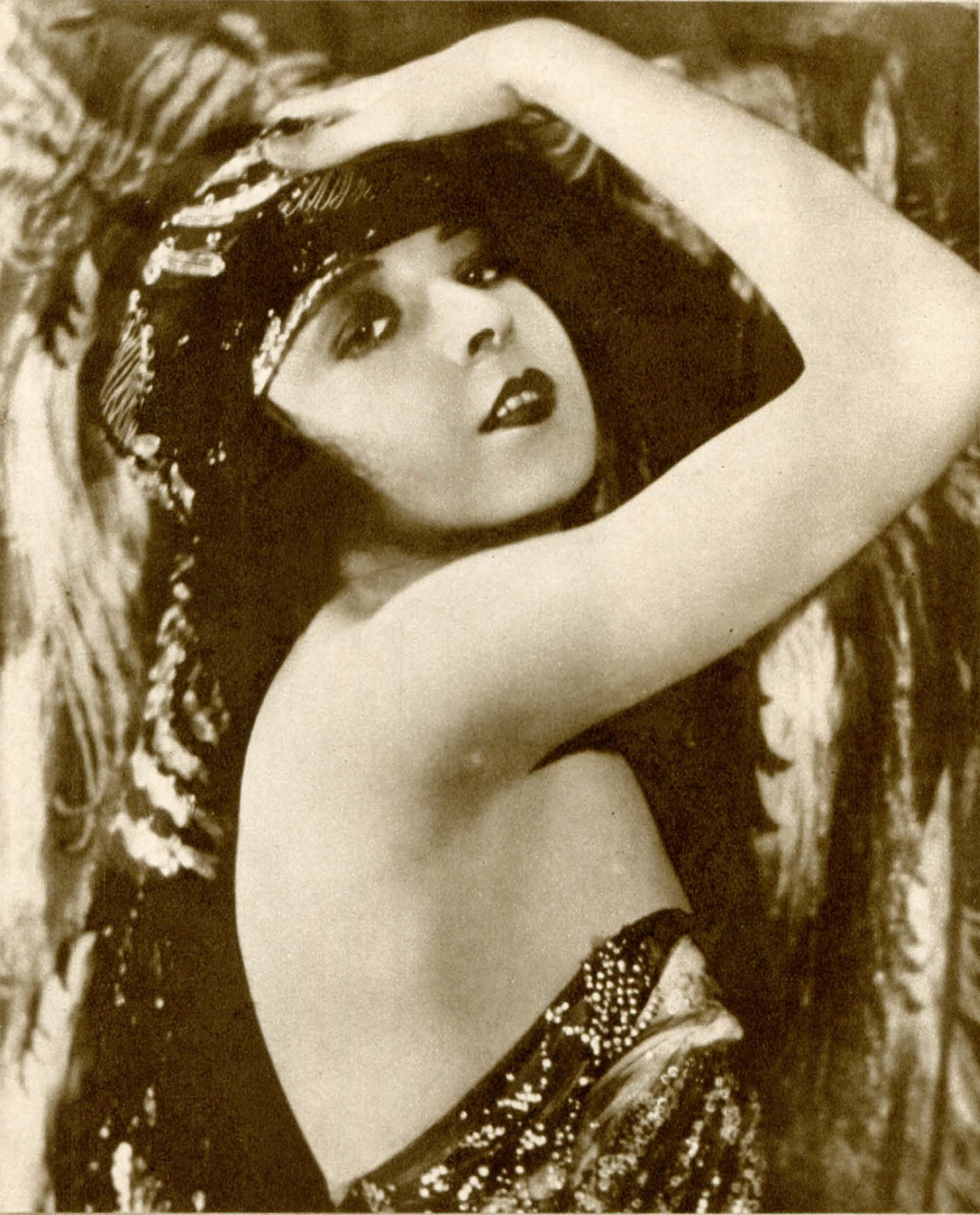
Colleen Moore en 1922

El siguiente escalón en su carrera llegó de la mano de Christie Film Company, pues ella consideraba que necesitaba aprender interpretación cómica. Era el año 1920, y el arreglo al que llegó con Al Christie le permitía trabajar en otros proyectos. Con la Christie Film Company rodó Her Bridal Night-mare, A Roman Scandal, y So Long Letty. Al mismo tiempo que actuaba en estas películas, trabajó en The Devil's Claim (con Sessue Hayakawa), When Dawn Came, y His Nibs (con Chic Sale). Mientras tanto, Marshall Neilan esperaba que Moore finalizara su contrato para poder trabajar con ella. Finalmente rodaron Dinty y When Dawn Came.
Posteriormente trabajó en el film de King Vidor The Sky Pilot, estrenado en mayo de 1921, otro western. Después viajó a Isla Santa Catalina para rodar The Lotus Eaters, con John Barrymore. Desde allí se trasladó a Nueva York y más tarde de vuelta a California, iniciando Neilan el trabajo en Slippy McGee, con motivo del cual hubo de viajar a Misisipi.
En octubre de 1921 se estrenó His Nibs, único film suyo que llegó ese año a las pantallas, junto con The Sky Pilot. 1922 fue un año pleno de experiencias para Moore, siendo elegida una de las WAMPAS Baby Stars en reconocimiento a su creciente fama. A principios de ese año se estrenó Come On Over, basada en una historia de Rupert Hughes y dirigida por Alfred E. Green. Hughes dirigió a Moore en The Wallflower, también estrenada en 1922. Además, Neilan presentó a la actriz a John McCormick, iniciando la pareja una relación sentimental. A finales de 1922 llegaron a los cines tres películas más: Forsaking All Others, The Ninety and Nine, y Broken Chains.
Look Your Best se estrenó a principios de 1923, y posteriormente hizo dos trabajos para Cosmopolitan Productions, The Nth Commandment y Through the Dark. En esa época había confirmado su relación McCormick, y antes de mediar el año firmó un contrato con First National, siendo sus primeros dos filmes The Huntress y Flaming Youth. Slippy McGee llegó en junio, y después Broken Hearts of Broadway.
Moore y John McCormick se casaron durante la producción de Flaming Youth. En el momento de su estreno en 1923, Flaming Youth, en la que actuaba junto a Milton Sills, fue un gran éxito. Moore, y tres años después Louise Brooks, fueron la imagen de la joven sociedad adulta de la época, y su corte de pelo a lo chico fue copiado en todo el mundo. A finales de la década de 1920 había ido progresando hasta conseguir papeles de mayor importancia, como el llevado a cabo en So Big, rodando así mismo comedias ligeras del estilo de Irene.
Through the Dark se estrenó en enero de 1924, y tres semanas después hizo lo mismo Painted People. En su siguiente película se quería reunir al equipo que produjo Flaming Youth, aunque Milton Sills no estaba disponible. En vez de ello, Moore trabajó con Sydney Chaplin en The Perfect Flapper (1924). Posteriormente protagonizó Counterfeit, film que finalmente se estrenó en agosto con el título de Flirting with Love. Su siguiente título, So Big, era una adaptación de la obra de Edna Ferber. A fin de coincidir con el estreno de este último film en Europa, se planificó una gira de Moore por el extranjero, que la actriz aprovechó para viajar con su marido, John.
En octubre, First National consiguió los derechos para rodar Sally (La danzarina rusa), que sería un reto para Moore, ya que se trataba de una comedia musical. First National también compró los derechos para The Desert Flower, film que Moore rodó tras Sally. 

### La casa de muñecas de Colleen Moore
En 1928, inspirada por su padre, y con la ayuda de su antiguo diseñador de decorados, Horace Jackson, Moore construyó un "castillo de hadas" en miniatura de ocho pies de altura, que se expuso en gira por los Estados Unidos. El interior de "The Colleen Moore Dollhouse", diseñado por Harold Grieve, presenta alfombras en miniatura de piel de oso, así como detallado mobiliario y obras artísticas. La casa de muñecas de Moore se exhibe en el Museo de Ciencia e Industria de Chicago, Illinois, desde principios de la década de 1950.
Esta casa de muñecas fue la octava de su propiedad. De sus casas de muñecas, la cuarta sobrevive actualmente en el domicilio de un familiar de Moore.

### Cine sonoro
Con la llegada del cine sonoro en 1929, Moore se tomó un descanso en la interpretación. En ese período Moore se divorció de John McCormick y luego estuvo casada brevemente con un importante agente de bolsa neoyorquino, Albert Parker Scott, con el cual vivió en Bel-Air (Los Ángeles), California. 
Ya divorciada nuevamente, Moore volvió al trabajo en Hollywood. Actuó en tres películas, ninguna de las cuales tuvo éxito, tras lo cual se retiró. En 1937 se casó con Homer Hargrave, un viudo que aportaba al matrimonio hijos de su casamiento previo, y con los que la actriz mantuvo siempre una relación muy próxima. Entre las amistades más íntimas que Moore cultivó a lo largo de su vida con colegas del cine mudo figuraban King Vidor y Mary Pickford.

## Últimos años
En la década de 1960 creó una productora televisiva junto a King Vidor con quien ella había trabajado en los años veinte. También publicó dos libros a finales de los años sesenta, su autobiografía Silent Star: Colleen Moore Talks About Her Hollywood (1968) y How Women Can Make Money in the Stock Market (1969). 
Moore supo invertir con astucia sus ganancias, muy elevadas en el punto álgido de su fama, gracias a lo cual disfrutó de un alto nivel económico durante el resto de su vida. En sus últimos años acudía con frecuencia a festivales cinematográficos concediendo entrevistas en las que comentaba su carrera artística. En 1980 participó en la serie documental Hollywood.

## Fallecimiento
Moore falleció a causa de un cáncer en El Paso de Robles, California, en 1988, a los 88 años de edad. Sus restos fueron incinerados, dispersándose sus cenizas. Por su contribución a la industria cinematográfica recibió una estrella en el Paseo de la Fama de Hollywood, en el 1551 de Vine Street.

## Filmografía seleccionada
| Año  | Título                                         | Papel                            | Notas                                                    |
| ---- | ---------------------------------------------- | -------------------------------- | -------------------------------------------------------- |
| 1916 | The Prince of Graustark                        | Criada                           | No acreditada                                            |
| 1917 | Hands Up!                                      | Marjorie Houston                 |                                                          |
| 1917 | The Bad Boy                                    | Ruth                             |                                                          |
| 1917 | The Little American (La pequeña heroína)       | Papel sin determinar             | Sin créditos                                             |
| 1918 | Little Orphant Annie                           | Annie                            |                                                          |
| 1918 | A Hoosier Romance                              | Patience Thompson                |                                                          |
| 1919 | The Wilderness Trail                           | Jeanne Fitzpatrick               |                                                          |
| 1919 | The Egg Crate Wallop                           | Kitty Haskell                    |                                                          |
| 1920 | So Long Letty                                  | Grace Miller                     |                                                          |
| 1920 | Dinty                                          | Doreen O'Sullivan                |                                                          |
| 1921 | The Sky Pilot                                  | Gwen                             |                                                          |
| 1921 | His Nibs (Su señoría)                          | La chica                         |                                                          |
| 1922 | Forsaking All Others                           | Penelope Mason                   |                                                          |
| 1922 | The Ninety and Nine                            | Ruth Blake                       |                                                          |
| 1923 | April Showers                                  | Maggie Muldoon                   |                                                          |
| 1923 | Flaming Youth                                  | Patricia Fentriss                |                                                          |
| 1924 | The Perfect Flapper                            | Tommie Lou Pember                |                                                          |
| 1924 | So Big                                         | Selina Peake                     |                                                          |
| 1925 | We Moderns                                     | Mary Sundale                     |                                                          |
| 1925 | Ben-Hur                                        | Extra en la carrera de cuadrigas | Otro título: Ben-Hur: A Tale of the Christ No acreditada |
| 1926 | Ella Cinders                                   | Ella Cinders                     |                                                          |
| 1926 | Twinkletoes (La chica del arroyo)              | Twink "Twinkletoes" Minasi       |                                                          |
| 1927 | Orchids and Ermine                             | "Pink" Watson                    |                                                          |
| 1927 | Her Wild Oat                                   | Mary Brown                       |                                                          |
| 1928 | Lilac Time (El gran combate)                   | Jeannine Berthelot               | Otro título: Love Never Dies                             |
| 1928 | Oh Kay!                                        | Lady Kay Rutfield                |                                                          |
| 1929 | Smiling Irish Eyes                             | Kathleen O'Connor                |                                                          |
| 1929 | Footlights and Fools                           | Betty Murphy/Fifi D'Auray        |                                                          |
| 1933 | The Power and the Glory (El poder y la gloria) | Sally Garner                     | Otro título: Power and Glory                             |
| 1934 | Social Register                                | Patsy Shaw                       |                                                          |
| 1934 | Success at Any Price                           | Sarah Griswold                   |                                                          |
| 1934 | The Scarlet Letter                             | Hester Prynne                    |                                                          |